# Backgränd
Backgränd är en bygrupp i Karis stad, numera i Raseborgs stad. I röstningslängden 1917 bestod Backgränd röstningsområde av 14 byar: Backby, Björnbollstad, Bondby, Brasby, Böle, Heimos, Joddböle, Kansbacka, Kasaby, Lågbacka, Päsarby, Smedsby, Thorsböle och Österby.
I Backgränd verkar Backgränd hembygdsförening rf, grundad 1924. Där finns också en frivillig brandkår, Backgränd FBK, som grundats 1932.
Backgränd valdes till årets nyländska by 2009 av Nylands förbund.

## Demografi
I Backgränd bor det år 2014 ungefär 240 personer. Utgående från röstningslängden år 1917 var folkmängden antagligen åtminstone det dubbla då. Den enda byn vars folkmängd vuxit mellan 1917 och 2008 är Heimos, som 1917 hade 30 invånare (24 år eller äldre) och 2008 46 invånare.
Tabellen nedan visar invånarantalet för byarna 1917 och 2008. I invånarantalen för 1917 finns endast personer som är 24 år eller äldre. I siffrorna för 2008 finns alla fast bosatta personer.
| By            | Invånarantal 1917 | Invånarantal 2008 |
| ------------- | ----------------- | ----------------- |
| Backby        | 31                | 24                |
| Björnbollstad | 23                | 7                 |
| Bondby        | 17                | 15                |
| Brasby        | 37                | 20                |
| Böle          | 23                | 13                |
| Heimos        | 30                | 46                |
| Joddböle      | 24                | 22                |
| Kansbacka     | 12                | 4                 |
| Kasaby        | 31                | 12                |
| Lågbacka      | 13                | 10                |
| Päsarby       | 13                | 0                 |
| Smedsby       | 28                | 30                |
| Thorsböle     | 23                | 17                |
| Österby       | 50                | 18                |

## Företag i Backgränd
Mejeriet i Backgränd var verksamt från 1910-talet till mitten av 1950-talet. Våren 1927-1928 grundades en såg. Den stängdes i mitten av 1950-talet. I Backgränd har även funnits ett tegelbruk, som stängdes 1957 eller 1958. De flesta företagen har varit i byn Joddböle, däribland mejeriet, sågen och tegelbruket.